# Eubaphe rhotana
Eubaphe rhotana är en fjärilsart som beskrevs av Druce 1894. Eubaphe rhotana ingår i släktet Eubaphe och familjen mätare. Inga underarter finns listade i Catalogue of Life.